# Onychocerus concentricus
Onychocerus concentricus är en skalbaggsart som beskrevs av Bates 1862. Onychocerus concentricus ingår i släktet Onychocerus och familjen långhorningar. Inga underarter finns listade i Catalogue of Life.